# Роица (деревня)
Роица — деревня в Шекснинском районе Вологодской области.
Входит в состав сельского поселения Угольского, с точки зрения административно-территориального деления — в Угольский сельсовет.
Расстояние по автодороге до районного центра Шексны — 26 км, до центра муниципального образования Покровского — 7 км. Ближайшие населённые пункты — Покровское, Подолец, Шайма.
По переписи 2002 года население — 3 человека.